# Czernyola chauliodon
Czernyola chauliodon är en tvåvingeart som först beskrevs av Lonsdale och Marshall 2006.  Czernyola chauliodon ingår i släktet Czernyola och familjen träflugor.
Artens utbredningsområde är Ecuador. Inga underarter finns listade i Catalogue of Life.